# Controverses sur la Coupe de monde de football 2022
 (novembre 2022).
La décision d'organiser la Coupe du monde de football au Qatar en 2022 provoque un ensemble de controverses sur son attribution puis sa préparation, et une série de propositions d'actions d'opposition à cet événement sportif, consistant notamment à ne pas regarder la compétition, ne pas organiser d’événement la concernant ou ne pas en parler dans les médias. Il n'y a cependant pas de boycott institutionnel et étatique comme cela a été, par exemple, le cas aux Jeux olympiques d'été de 1976, 1980 ou 1984.

## Contexte
Ce tournoi organisé par la FIFA se déroule du 20 novembre au 18 décembre 2022 et devrait réunir 3,2 milliards de téléspectateurs.

## Controverse sur l'attribution

### Désignation du pays organisateur
| Fédérations candidates | 1er tour | 2e tour | 3e tour | 4e tour |
| ---------------------- | -------- | ------- | ------- | ------- |
| Qatar                  | 11       | 10      | 11      | 14      |
| États-Unis             | 3        | 5       | 6       | 8       |
| Corée du Sud           | 4        | 5       | 5       | -       |
| Japon                  | 3        | 2       | -       | -       |
| Australie              | 1        | -       | -       | -       |
| Total des votes        | 22       | 22      | 22      | 22      |

Cinq pays sont candidats pour l'organisation de la Coupe du monde 2022 : l'Australie, le Japon, le Qatar, la Corée du Sud et les États-Unis.
Le Qatar est officiellement désigné comme pays hôte le 2 décembre 2010. En choisissant ce petit pays du Moyen-Orient, la FIFA continue à varier la géographie des pays organisateurs, après avoir opté pour l'Asie en 2002 (Japon-Corée du Sud), l'Europe en 2006 (Allemagne), l'Afrique en 2010 (Afrique du Sud), l'Amérique du Sud en 2014 (Brésil), puis à nouveau l'Europe et l'Asie en 2018 (Russie).
État pétrolier, mais surtout premier exportateur mondial de gaz naturel liquéfié, l'émirat mise tout sur sa puissance financière et son positionnement géographique, au centre d'un marché télévisuel qu'il estime à près de 3,2 milliards de téléspectateurs.

### Suspicion de corruption

Logo de la candidature du Qatar.

Une enquête est ouverte par la FIFA sur les conditions d'attribution des Mondiaux 2018 en Russie et 2022 au Qatar à la suite des accusations de corruption des membres de la Fédération qui ont voté le 2 décembre 2010 pour le Qatar et la Russie. Le 3 décembre 2010, au lendemain de l'attribution de la compétition au Qatar, des accusations de corruption sont lancées par le Sunday Times puis par la BBC. The Sun fait sa une en affichant « Truqué ! », The Times écrit quant à lui que « le système de désignation des pays hôtes de la Coupe du monde est atrocement corrompu. »
En mai 2011, le président de la CONCACAF (du football aux Amériques), Jack Warner, ainsi que le président de l'AFC (du football en Asie), le Qatarien Mohammed Bin Hammam, sont arrêtés à la suite des déclarations à la justice américaine de Chuck Blazer, secrétaire général de la CONCACAF. Warner est accusé d'avoir organisé, à la demande de Bin Hammam, une réunion avec les autres membres de la CONCACAF, au cours de laquelle Bin Hammam aurait donné 40 000 dollars en l'échange de leur voix lors de l'élection du futur président de la FIFA. C'est à la suite de cette affaire que le FBI va enquêter sur les affaires de corruption à la FIFA et donc sur l'attribution de l'organisation de la Coupe du Monde 2022.
Ce choix du Qatar est vivement critiqué, notamment par le président américain Barack Obama, indiquant qu'il s'agit selon lui d'une « mauvaise décision ». L'État du Qatar est aussi le pays organisateur le moins peuplé à ce jour, après l'Uruguay en 1930. De plus, il n'a jamais participé à une Coupe du monde de football et est classé 101e au classement FIFA de février 2013. Bien qu'ayant vocation à être démontés à la fin de la compétition et remontés dans des pays en développement, les stades sont aussi sujet à controverse à cause de leur impact environnemental. Ils seront en effet totalement fermés et climatisés, la température moyenne au Qatar pouvant atteindre les 50 °C en été. Les critiques de corruption justifiant le choix qatarien se répandent dans la presse dès 2010. L'Américaine Pheadra Almajid, qui était attachée de presse du comité de candidature qatarien, affirme que le président du comité qatari a versé à trois membres africains du comité exécutif de la FIFA (chargé de l'attribution de l'organisation de la Coupe du monde) 1,5 million de dollars chacun, en échange de leurs votes pour la candidature du Qatar, lors du congrès de la CAF en janvier 2010. Ce congrès aurait de plus été financé, à hauteur de 1,8 million de dollars, par le comité de candidature qatarien, selon le rapport Garcia publié en 2014.
En janvier 2013, la polémique rebondit en France avec la publication dans le bi-hebdomadaire France Football d'une enquête intitulée « Qatargate » reprenant les propos de Guido Tognoni comparant la FIFA à « une petite mafia ». Le journaliste Éric Champel, qui a suivi l'affaire pour France Football, pointe les failles du système et déclare que « l'éthique a été plusieurs fois bafouée par le Qatar dans la façon dont il a obtenu la Coupe du Monde 2022 ». En mai 2014, dans une interview accordée à la télévision suisse, Sepp Blatter reconnaît que le fait d'avoir accordé au Qatar l'organisation du Mondial 2022 était une erreur en précisant que « c'était la volonté politique, aussi bien en France, qu'en Allemagne. […] De grandes entreprises françaises et allemandes interviennent au Qatar, vous savez. »

En 2013, l'hebdomadaire France Football et le mensuel So Foot évoquent une réunion secrète à l'Élysée qui aurait été organisée le 23 novembre 2010, soit une dizaine de jours avant le vote de la FIFA, entre Nicolas Sarkozy, alors président de la République, Tamim ben Hamad Al Thani, prince du Qatar, Michel Platini, président de l'UEFA, ainsi que Sébastien Bazin, représentant de Colony Capital, alors propriétaire du Paris Saint-Germain. Le cheikh Hamad Ben Jassem, Premier ministre et ministre des Affaires étrangères, Claude Guéant, secrétaire général de l'Élysée, tout comme Sophie Dion, conseillère de Nicolas Sarkozy chargée des sports, font également partie des protagonistes de ce déjeuner selon la justice française. Le journal France Football écrit :

« Au cours de cette réunion, il a tour à tour été question du rachat du Paris Saint-Germain par les Qatariens (devenu effectif en juin 2011), d'une montée de leur actionnariat au sein du groupe Lagardère, de la création d'une chaîne de sport (la future BeIn Sports) pour concurrencer Canal+ — que Sarkozy voulait fragiliser —, le tout en échange d'une promesse : que Platini (président de l'UEFA) ne donne pas sa voix aux États-Unis, comme il l'avait envisagé, mais au Qatar. »

Sepp Blatter, président du comité d'éthique sur les conditions d'attribution, déclare à l'hebdomadaire allemand Die Zeit :

« Des chefs de gouvernement européens ont conseillé à leurs membres qui pouvaient voter de se prononcer pour le Qatar, parce qu'ils étaient liés à ce pays par des intérêts économiques importants. »

Il accuse en particulier le gouvernement français. Il évoque « un arrangement diplomatique » qui aurait dû aboutir à l'attribution des éditions 2018 et 2022 à la Russie et aux États-Unis. Selon lui, « l'interférence gouvernementale de [Nicolas] Sarkozy » aurait annulé cet arrangement. Nicolas Sarkozy a nié être intervenu dans ce processus.
Michel Platini démentira certaines informations, et en minimisera d'autres. On évoque également des tensions entre Sepp Blatter et Michel Platini, tous deux candidats probables au poste de président de la FIFA en 2015.
Fin 2013, le quotidien L'Équipe affirme que la FIFA pourrait retirer l'organisation du mondial au Qatar, pour la confier finalement aux États-Unis sans refaire un nouveau vote, ce qui enfreindrait le règlement de la FIFA qui stipule que si un membre votant est corrompu, alors les attributions des deux coupes du monde 2018 et 2022 devront être remises en cause puisque les mêmes membres ont voté pour l'attribution des coupes du monde 2018 et 2022.
En mai 2014, le Sunday Times précise être en possession de milliers d'emails et d'autres documents qui attestent des versements d'argent présumés effectués par le Qatarien Mohammed Bin Hammam, alors membre du Comité exécutif de la FIFA et radié à vie en 2012 pour corruption. Ce que ce dernier dément, parlant lui de simples cadeaux tel que des montres de luxe.
Michael J. Garcia (en), ancien procureur fédéral américain nommé en juillet 2012 à la tête de la chambre d'instruction de la Commission d'éthique de la FIFA, est chargé d'enquêter sur l'attribution des Coupes du monde 2018 et 2022. En novembre 2014, le juriste Hans-Joachim Eckert (de), président de la chambre de jugement de la Commission d'éthique, relève dans le rapport Garcia des « comportements douteux » mais pas de quoi remettre en cause le processus d'attribution du Mondial au Qatar. Garcia qui voulait voir son rapport publié dans son intégralité, dénonce une présentation « erronée et incomplète » de son enquête et fait appel. En décembre 2014, l'appel de Garcia est rejeté, il démissionne.

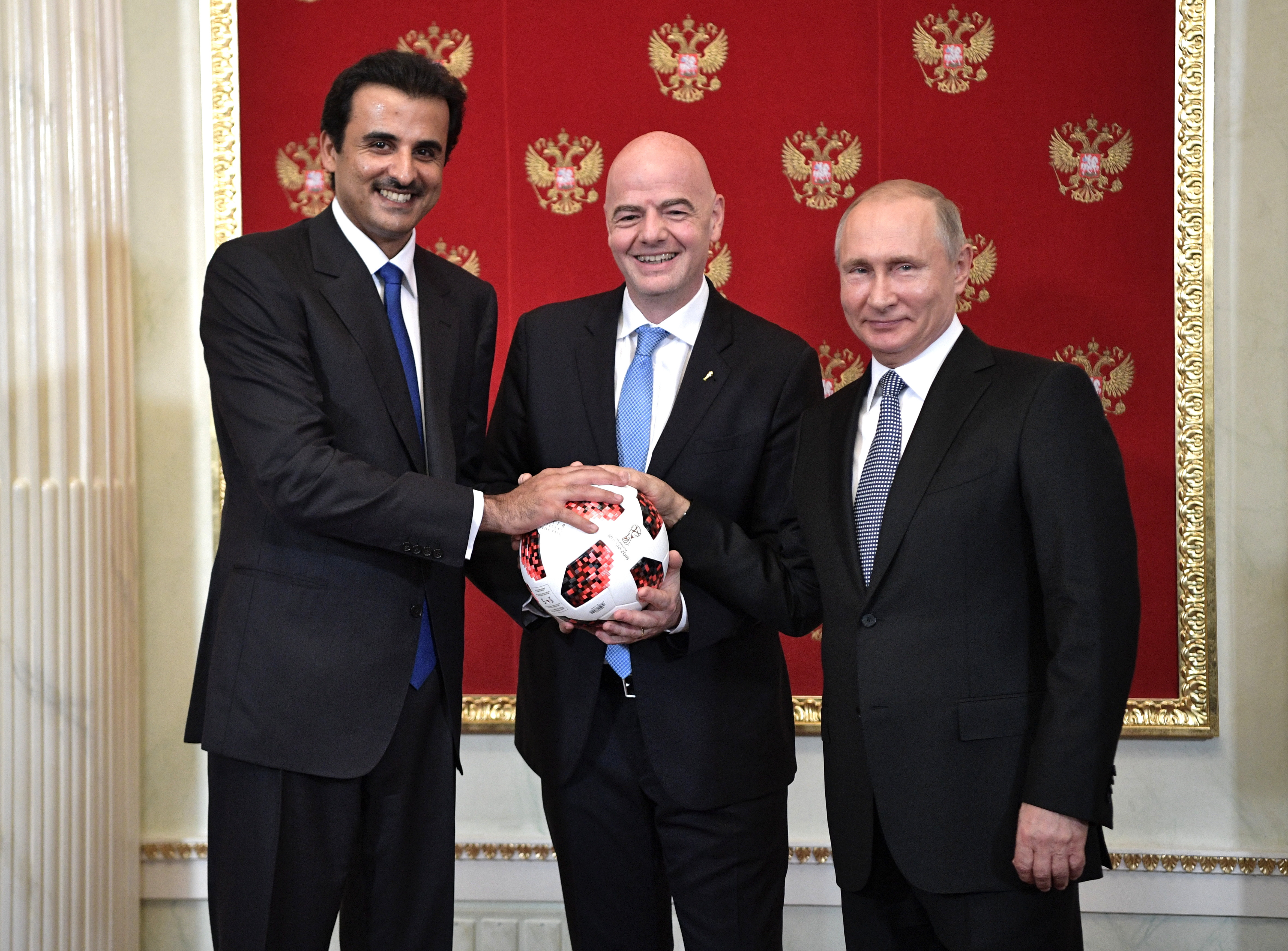
Le président russe Vladimir Poutine remettant symboliquement les droits d'organisation de la Coupe du monde 2022 à l'émir du Qatar Tamim bin Hamad Al Thani, en juin 2018.

En avril 2015, le Conseil de l'Europe demande à la FIFA la désignation d'un nouveau pays hôte pour la compétition.
En décembre 2017, le média mexicain Record estime que la FIFA pourrait retirer l'organisation du Mondial au Qatar en raison des répercussions potentielles de la crise diplomatique de juin 2017 entre l'émirat et ses voisins.
Dans le cadre de l'enquête menée par le Parquet national financier sur « des faits présumés de corruption active et passive de personne n’exerçant pas de fonction publique » à l'occasion de l'attribution de cette Coupe du monde, Michel Platini et Sophie Dion sont placés en garde à vue le 18 juin 2019 tandis que l'ancien secrétaire général de l’Élysée sous la présidence Sarkozy, Claude Guéant, est auditionné sous le statut de « suspect libre ».

## Controverses sur l'organisation
Diverses personnalités publiques ont appelé à son boycott pour des raisons écologiques et sociales.

### Sur l'aspect écologique
Afin d'accueillir la Coupe du monde, le pays a construit des stades ouverts climatisés couteux en énergie étant donné le climat du Qatar. Par ailleurs, les capacités hôtelières du Qatar étant insuffisantes, c'est pas moins de 160 vols quotidiens qui seront réalisé entre Doha et les pays voisins pour loger les supporters.
En 2018, la FIFA avait estimé l’empreinte carbone de la Coupe du monde en Russie en 2018 à 2,1 millions de tonnes de CO2. Pour celle de 2022, le Qatar a évalué l’empreinte carbone de l’événement à 3,6 millions de tonnes de CO2 mais des ONG s’accordent pour dire que ce chiffre est largement sous-évalué,. Pour les stades permanents par exemple, la FIFA n'attribue à la Coupe du monde que les émissions d'un mois d'utilisation sur une durée de vie estimée à 60 ans soit 0,1% du bilan carbone total du stade.
Selon la FIFA, les émissions de CO2 sont dues pour 52% au transport, 20% au logement, 18% aux constructions permanentes, 4,4% aux constructions temporaires et 5,6% pour d'autres raisons.

### Sur le respect du droit des travailleurs
Au cours des dix dernières années, le Qatar a entrepris la construction de larges infrastructures (aéroport, routes, transports publics, hôtels, ville nouvelle, etc.). Ces constructions visent en grande partie à l'accueil de la Coupe du monde de football de 2022.
Une enquête de The Guardian révèle que 6500 ouvriers étrangers seraient morts sur ces chantiers depuis 2010. Ils venaient notamment d'Inde, du Pakistan, du Népal, du Bangladesh et du Sri Lanka. Le média britannique a recoupé les donnés des pays d'origine de ces ouvriers pour établir le chiffre de 6500 morts. Le nombre réel pourrait être plus grand étant donné que les données de certains pays comme les Philippines ou le Kenya n'ont pas pu être recueillies.
Les autorités du Qatar déclarent que seuls 37 ouvriers ont perdu la vie lors de la construction de ces infrastructures.

### Sur la conditions des femmes et des personnes LGBT

#### Droits LGBT
Le Qatar est un pays connu pour discriminer les personnes LGBT : les musulmans homosexuels peuvent y être condamné à la peine de mort.

#### Droits des femmes
Les femmes doivent couvrir leurs corps des épaules aux genoux, les vêtements transparents ou trop serrés étant prohibés. Le port de bijoux est également interdit pour les femmes à l'exception des montres et alliances.

## Boycotts multiples

### Non-organisation d’événements par les villes
En France, les municipalités de Paris, Toulouse, Nancy, Brest, Rodez, La Courneuve, Clermont-Ferrand, Belfort, Montbéliard, Limoges, Poitiers, Rennes, Besançon, Saint-Étienne, Grenoble, Annecy, Marseille, Bordeaux, Lille, Strasbourg et Reims renoncent, en signe de protestation, à installer le moindre écran géant sur la place publique pour diffuser les matches de la compétition comme c'était le cas lors des précédentes coupes du monde.
En Belgique, les communes de La Louvière, Soignies, Tubize, Wavre, Ottignies-Louvain-la-Neuve, Arlon, Marche-en-Famenne, Waremme, Neupré, Juprelle, Awans, Flémalle, Oupeye et Grâce-Hollogne annoncent des décisions similaires,.

### Non-consommation de la Coupe du monde
D'anciens joueurs prennent notamment position et annoncent qu'ils se détournent de ce mondial en signe de boycott. En août 2022, Philipp Lahm (capitaine de la sélection championne du monde 2014 et directeur de l'Euro 2024) déclare ainsi qu'il ne se rendra pas au Qatar avec le restant de la délégation allemande, affirmant « qu'aujourd'hui, on attend des footballeurs qu'ils s'expriment sur les droits de l'homme et les violations de ceux-ci. Cette attente est juste, car personne ne peut plus dire qu'il n'est au courant de rien ». L'ancien footballeur français Éric Cantona a pour sa part confié au quotidien britannique Daily Mail le 12 janvier 2022 qu'il ne regarderait pas le tournoi organisé au Qatar. « Ce n’est qu’une question d’argent et la façon dont ils ont traité les gens qui ont construit les stades est horrible. Et des milliers de personnes sont mortes », a indiqué le joueur à la retraite. En septembre 2022, une lettre ouverte signée de son nom et critiquant la tenue de la coupe du monde au Qatar a beaucoup circulé sur les réseaux sociaux et a été abondamment relayée dans la presse sportive. Mais celle-ci s'est révélée être un faux, comme l'a révélé le journal Libération le 5 octobre 2022. 
L'acteur Vincent Lindon, quant à lui, a également appelé au boycott de cette coupe du monde.
L'économiste Pierre Rondeau a aussi appelé à boycotter cette coupe du monde.

### Boycott médiatique
Le journal Le Quotidien de la Réunion a décidé de boycotter médiatiquement la Coupe du monde de football au Qatar. Son directeur, Vincent Vibert, a en effet déclaré à l'AFP : « Notre journal boycottera tout ce qui est en lien avec l'événement sportif, mais relayera les informations en lien avec les problématiques écologiques et humaines portées par la compétition. ».